# Geleznowia
Geleznowia is een geslacht uit de wijnruitfamilie (Rutaceae). De soorten komen voor in Zuidwest-Australië.

## Soorten
- Geleznowia amabilis K.A.Sheph. & A.D.Crawford
- Geleznowia eximia K.A.Sheph. & A.D.Crawford
- Geleznowia narcissoides K.A.Sheph. & A.D.Crawford
- Geleznowia occulta K.A.Sheph. & A.D.Crawford
- Geleznowia uberiflora K.A.Sheph. & A.D.Crawford
- Geleznowia verrucosa Turcz.

... · 
Acradenia · 
Acronychia · 
Aegle · 
Afraegle · 
Amyris · 
Casimiroa · 
Choisya · 
Citrus · 
Clausena · 
Dictamnus · 
Diplolaena · 
Fortunella · 
Limonia · 
Melicope · 
Murraya · 
Phellodendron · 
Poncirus · 
Ptelea · 
Ruta · 
Skimmia · 
Tetradium · 
Vangueriella · 
Vepris · 
Zanthoxylum · 
Zieria · 
...